# Rhêmes-Notre-Dame
Rhêmes-Notre-Dame Olaszország Valle d’Aosta régiójának legdélebbre fekvő községe.

## Fekvése
Rhêmes-Notre-Dame Olaszország és Franciaország határán fekszik. A vele szomszádos települések: Ceresole Reale (Torino megye), Rhêmes-Saint-Georges, Tignes (Franciaország), Val-d’Isère (Franciaország), Valgrisenche, Valsavarenche

## Galéria

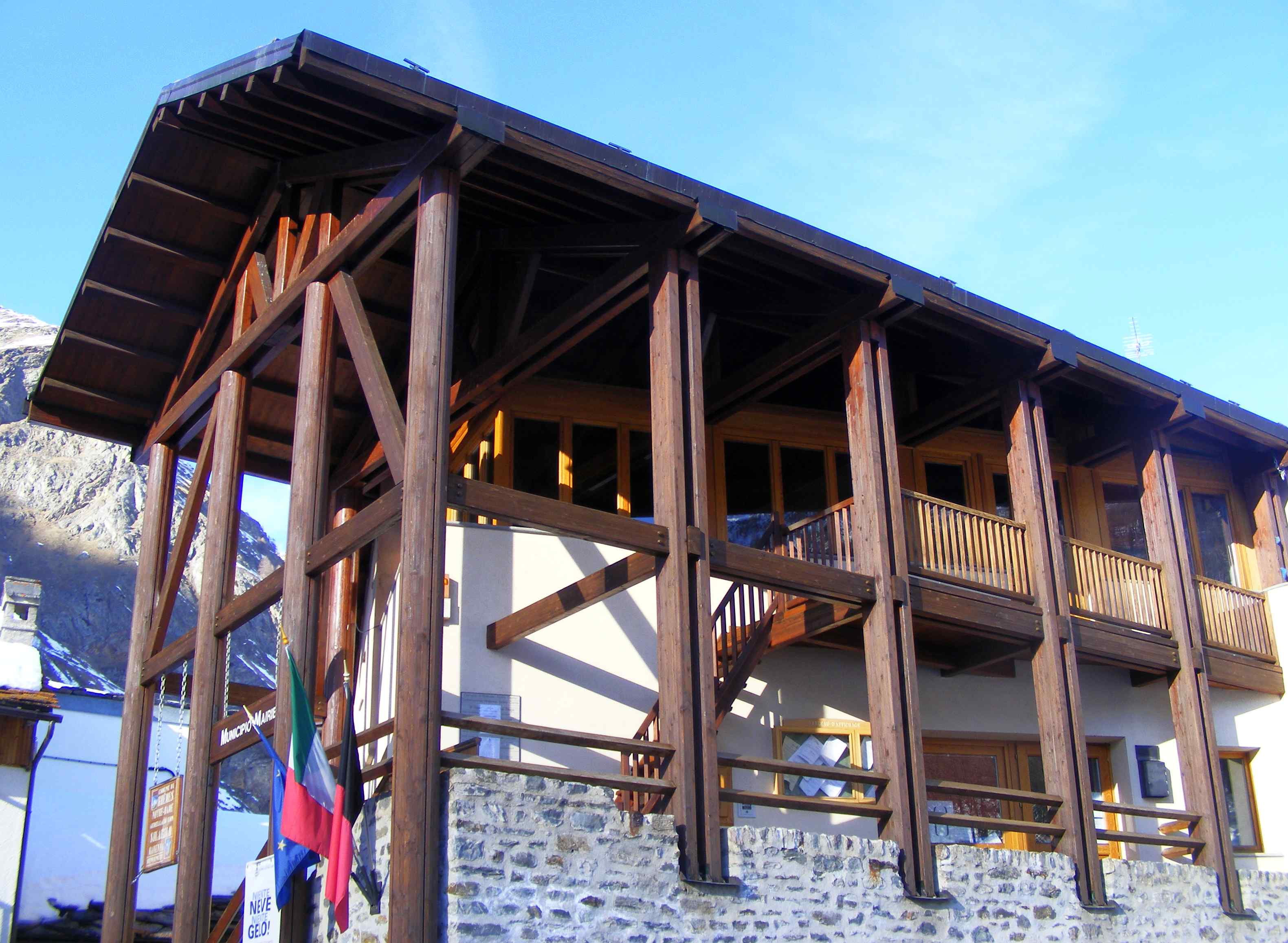
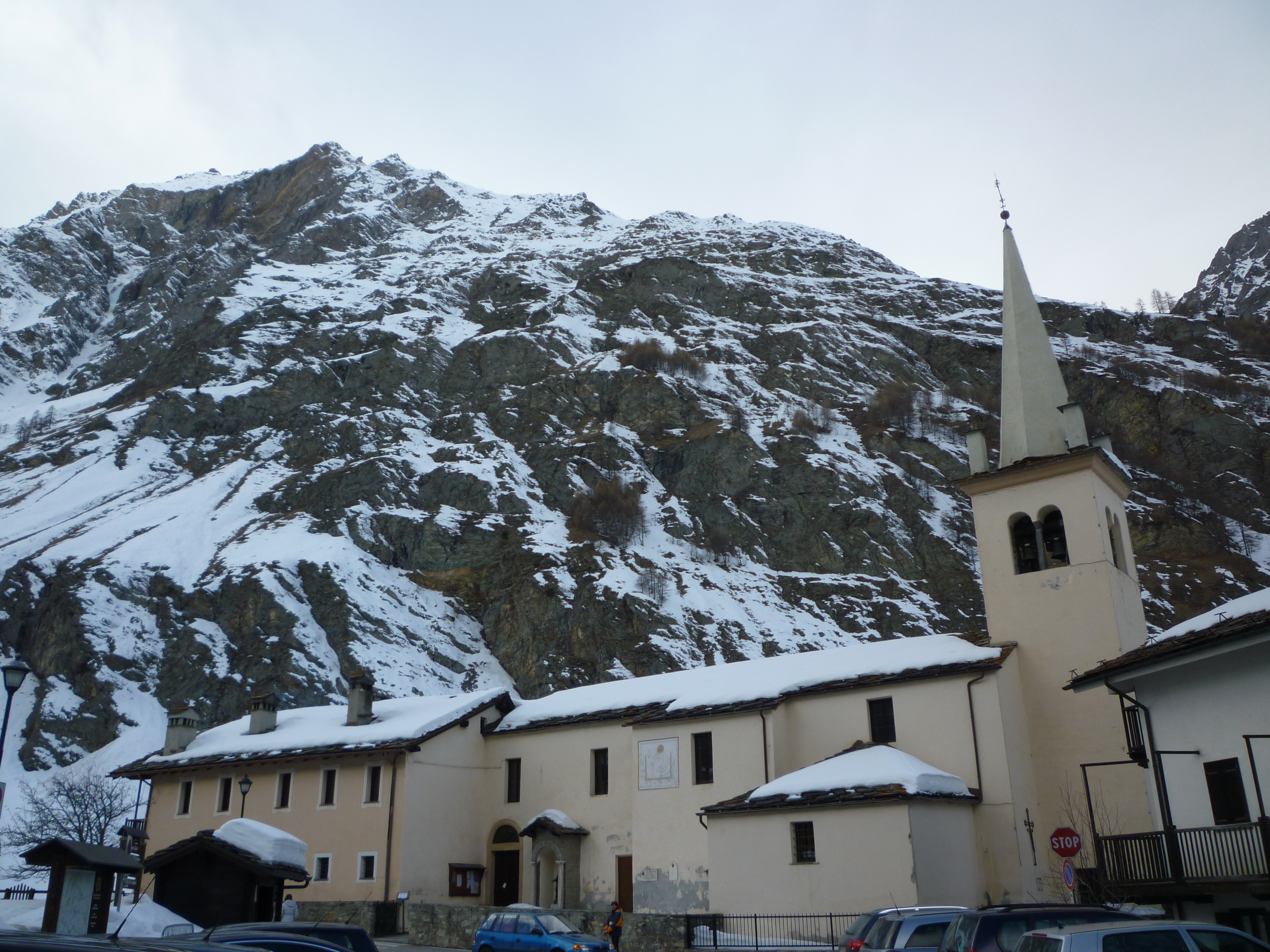
Plébániatemplom
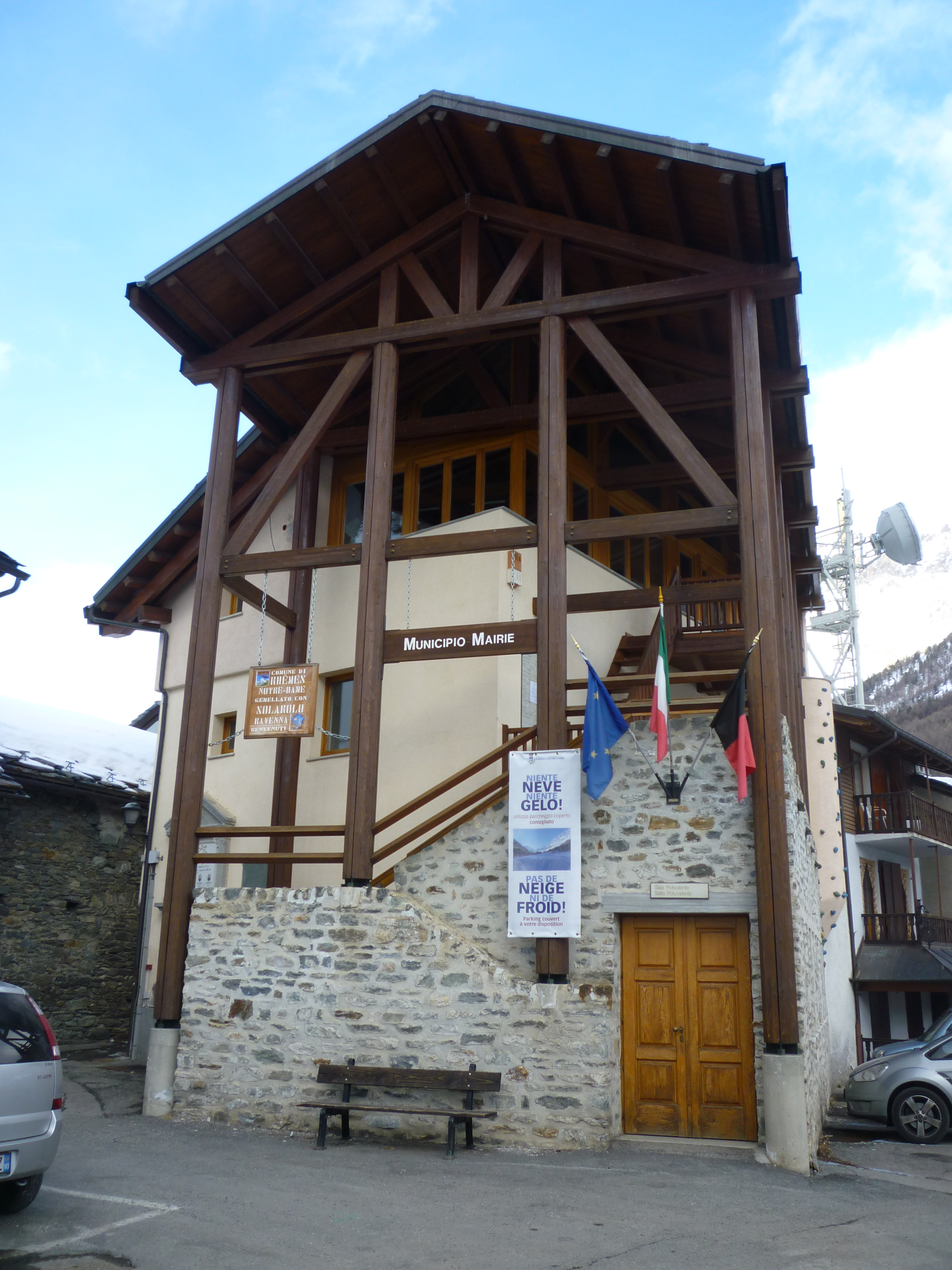
A városháza (franciául Maison communale)
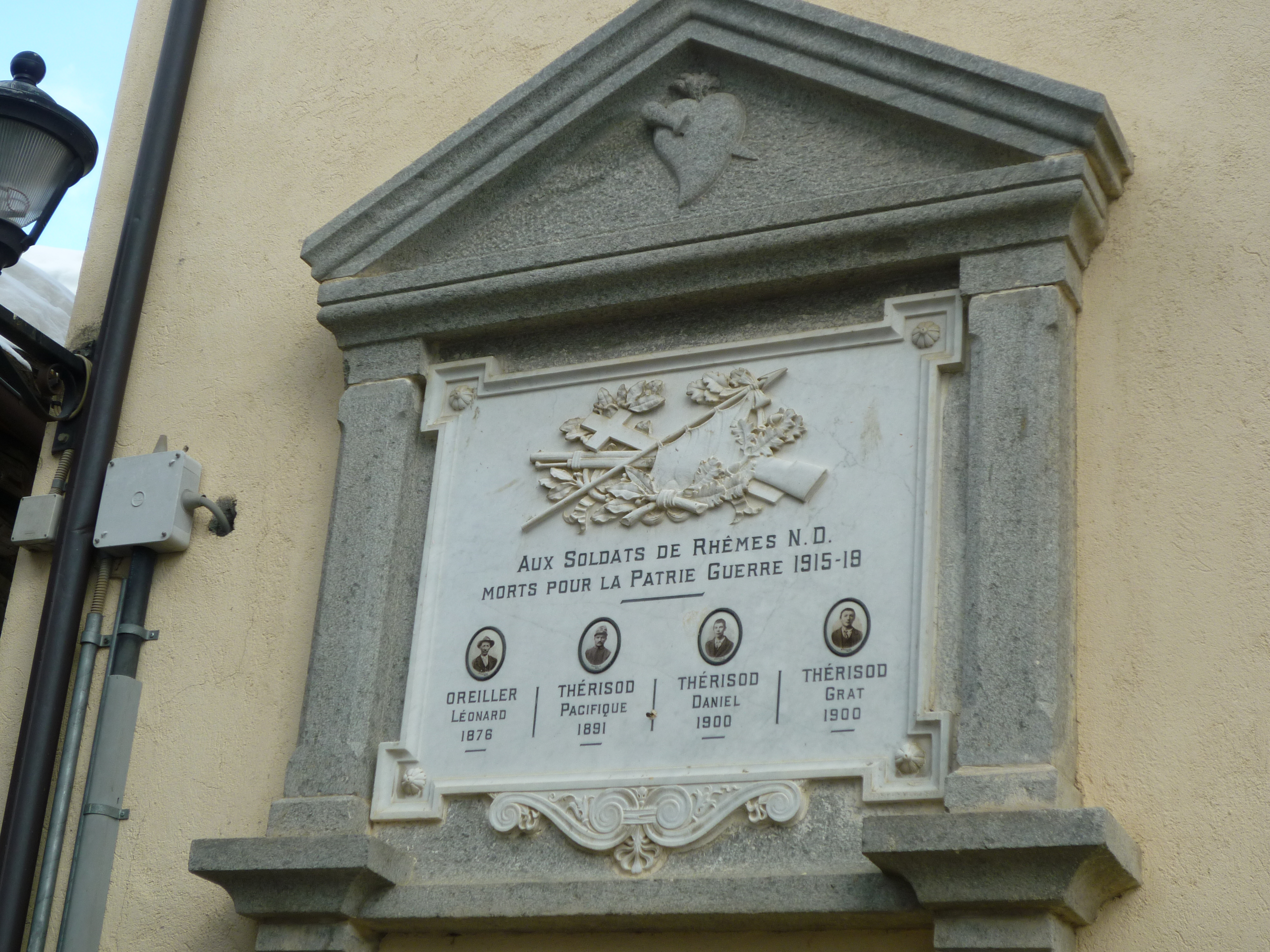
Az első világháború áldozatainak emléktáblája

## Jegyzetek

Rhêmes-Saint-Georges község Valle d'Aosta térképén